# Lista siturilor arheologice din județul Olt - R
Lista siturilor arheologice din județul Olt - R conține toate siturile arheologice din județul Olt înscrise în Repertoriul Arheologic Național (RAN) și aflate în localități al căror nume începe cu litera R. RAN este administrat de Ministerul Culturii și Patrimoniului Național și cuprinde date științifice, cartografice, topografice, imagini și planuri, precum și orice alte informații privitoare la zonele cu potențial arheologic, studiate sau nu, încă existente sau dispărute.
Puteți căuta un sit din localitățile care încep cu litera R folosind formularul de mai jos sau puteți naviga prin toate siturile din județ la Lista siturilor arheologice din județul Olt.
| Cod RAN                                   | Denumire | Localitate                          | Adresă                 | Datare                      | Descoperit | Coordonate                                    | Imagine           | Erori            |
| ----------------------------------------- | --- | ----------------------------------- | ---------------------- | --------------------------- | ---------- | --------------------------------------------- | ----------------- | ---------------- |
| 126754.01.04 (Cod LMI: OT-I-s-A-08527)    | Situl arheologic de la Reșca (Romula) - "Dâmbul Morii" / ansamblu anonim (Categorie: locuire) (Tip: așezare)                                                        | sat Reșca, comuna Dobrosloveni      | Dâmbul Morii           | Vinča - Dudești             |            |                                               | Încărcați imagine | Raportați eroare |
| 126754.01.05 (Cod LMI: OT-I-s-A-08527)    | Situl arheologic de la Reșca (Romula) - "Dâmbul Morii" / ansamblu anonim (Categorie: locuire) (Tip: așezare)                                                        | sat Reșca, comuna Dobrosloveni      | Dâmbul Morii           |                             |            |                                               | Încărcați imagine | Raportați eroare |
| 126754.01.06 (Cod LMI: OT-I-s-A-08527)    | Situl arheologic de la Reșca (Romula) - "Dâmbul Morii" / ansamblu anonim (Categorie: locuire) (Tip: așezare)                                                        | sat Reșca, comuna Dobrosloveni      | Dâmbul Morii           | sec. VI                     |            |                                               | Încărcați imagine | Raportați eroare |
| 126754.01.07 (Cod LMI: OT-I-s-A-08527)    | Situl arheologic de la Reșca (Romula) - "Dâmbul Morii" / ansamblu anonim (Categorie: locuire) (Tip: Așezare)                                                        | sat Reșca, comuna Dobrosloveni      | Dâmbul Morii           | Sălcuța                     |            |                                               | Încărcați imagine | Raportați eroare |
| 126754.01.01 (Cod LMI: OT-I-m-A-08527.03) | Situl arheologic de la Reșca (Romula) - "Dâmbul Morii" / ansamblu anonim (Categorie: locuire) (Tip: Așezare)                                                        | sat Reșca, comuna Dobrosloveni      | Dâmbul Morii           | geto-dacică sec. II a. Chr. |            |                                               | Încărcați imagine | Raportați eroare |
| 126754.01.02 (Cod LMI: OT-I-m-A-08527.02) | Situl arheologic de la Reșca (Romula) - "Dâmbul Morii" / ansamblu Orașul roman Romula (Categorie: locuire) (Tip: Așezare urbană)                                    | sat Reșca, comuna Dobrosloveni      | Dâmbul Morii           | sec. II-III                 |            | 44°10′00″N 24°24′00″E / 44.16667°N 24.4°E     | Încărcați imagine | Raportați eroare |
| 126754.01.03 (Cod LMI: OT-I-m-A-08527.01) | Situl arheologic de la Reșca (Romula) - "Dâmbul Morii" / ansamblu anonim (Categorie: locuire) (Tip: Cimitir)                                                        | sat Reșca, comuna Dobrosloveni      | Dâmbul Morii           | sec. XIV-XVI                |            |                                               | Încărcați imagine | Raportați eroare |
| 126754.02.01 (Cod LMI: OT-I-s-A-08528)    | Necropola plană romană a orașului Romula de la Reșca / ansamblu Necropola plană a orașului Romula (Categorie: descoperire funerară) (Tip: Necropolă plană)          | sat Reșca, comuna Dobrosloveni      |                        | sec. II-III                 |            |                                               | Încărcați imagine | Raportați eroare |
| 126754.03.01 (Cod LMI: OT-I-s-A-08529)    | Necropola tumulară romană a orașului Romula de la Reșca / ansamblu Necropola tumulară a orașului Romula (Categorie: descoperire funerară) (Tip: Necropolă tumulară) | sat Reșca, comuna Dobrosloveni      |                        | sec. II-III                 |            |                                               | Încărcați imagine | Raportați eroare |
| 126754.04.01                              | Așezarea civilă Romula - "Malva" / ansamblu anonim (Categorie: locuire civilă) (Tip: Așezare civilă)                                                                | sat Reșca, comuna Dobrosloveni      | Rusca de la Pădure     |                             |            | 44°10′00″N 24°24′00″E / 44.16667°N 24.4°E     | Încărcați imagine | Raportați eroare |
| 126754.04.02                              | Așezarea civilă Romula - "Malva" / ansamblu anonim (Categorie: locuire civilă) (Tip: Așezare)                                                                       | sat Reșca, comuna Dobrosloveni      | Rusca de la Pădure     | sec. IV-VI                  |            | 44°10′00″N 24°24′00″E / 44.16667°N 24.4°E     | Încărcați imagine | Raportați eroare |
| 126870.01.01                              | Situl arheologic de la Roșienii Mari-La viile lui Brătășanu / ansamblu anonim (Categorie: locuire civilă) (Tip: așezare)                                            | sat Roșienii Mari, comuna Dobrun    | La viile lui Brătășanu | sec. IV - VII               |            |                                               | Încărcați imagine | Raportați eroare |
| 126870.01.02                              | Situl arheologic de la Roșienii Mari-La viile lui Brătășanu / ansamblu anonim (Categorie: locuire civilă) (Tip: așezare)                                            | sat Roșienii Mari, comuna Dobrun    | La viile lui Brătășanu |                             |            |                                               | Încărcați imagine | Raportați eroare |
| 126754.06                                 | Așezare a culturii Sălcuța de la Reșca (Categorie: locuire) (Tip: tell)                                                                                             | sat Reșca, comuna Dobrosloveni      |                        |                             |            |                                               | Încărcați imagine | Raportați eroare |
| 126754.06.01                              | Așezare a culturii Sălcuța de la Reșca / ansamblu anonim (Categorie: locuire) (Tip: Tell)                                                                           | sat Reșca, comuna Dobrosloveni      |                        | Sălcuța                     |            |                                               | Încărcați imagine | Raportați eroare |
| 128481.01.01                              | Situl arheologic de la Radomirești-vatra satului / ansamblu anonim (Categorie: locuire) (Tip: Locuire)                                                              | sat Radomirești, comuna Radomirești | Vatra satului          |                             |            | 44°07′11″N 24°41′17″E / 44.11981°N 24.68819°E | Încărcați imagine | Raportați eroare |
| 128481.01.02                              | Situl arheologic de la Radomirești-vatra satului / ansamblu anonim (Categorie: locuire) (Tip: Locuire)                                                              | sat Radomirești, comuna Radomirești | Vatra satului          |                             |            | 44°07′11″N 24°41′17″E / 44.11981°N 24.68819°E | Încărcați imagine | Raportați eroare |
| 128481.01.03                              | Situl arheologic de la Radomirești-vatra satului / ansamblu anonim (Categorie: locuire) (Tip: Locuire)                                                              | sat Radomirești, comuna Radomirești | Vatra satului          | sec. XIX                    |            | 44°07′11″N 24°41′17″E / 44.11981°N 24.68819°E | Încărcați imagine | Raportați eroare |